# Zehnacker
Zehnacker je občina v departmaju Bas-Rhin francoske regije Alzacija.
Leta 1990 je v občini živelo 128 oseb oz. 59 oseb/km².